# 哈西迈斯欧德
哈西迈斯欧德（阿拉伯语：‎）是阿尔及利亚瓦尔格拉省的一个镇。
1956年，哈西迈斯欧德发现石油。